# Колике
Колике су скуп симптома који се развијају у стомаку код коња. Симптоми колике могу бити различити и могу узроковати различите степене болова.

## Интервенције
Благи случајеви не захтевају хируршке интервенције, док они са тешким случајевима обично захтевају хитну интервенцију. У тешким случајевима, међутим, неопходно је истражити узрок грчева.

## Праве и лажне колике
Такође постоје праве и лажне колике, у зависности од узрока и места на коме је локализована. Услед промена у дигестивном тракту, могу настати праве колике, док лажне настају због других поремећаја у стомаку једног коња.

## Фактори
Чест фактор код настајања грчева у абдомену коња је старост, јер неке колике чешће добијају млади, код неке добијају старији коњи.
Неке расе коња су осетљивије па су самим тим и подложније болести. Такође и исхрана је важан фактор у настанку колике. Нагла промена исхране и навика може довести до пада имунитета и грчева у стомаку.
Да би се колика спречила коњ увек мора имати на располагању свежу воду. Коњи су осетљиве животиње, па тако и неке нагле промене могу довести до болести. Такође коњи морају да примају лекове против паразита, јер и то може довести до развитка колике.

## Симптоми колике
Симптоми колике су длака у лошем стању, сува столица, смањен унос хране, лежање и мршављење. Коњи који имају периоде болова често им је оштећена кожа на избоченим деловима тела, то је последица ваљања, којим ублажавају болове.

### Интензитет бола
- Благе колике - коњ окреће галу према удовима, лежи, копа подлогу предњим ногама, мање једе и пребацује тежину на задње ноге
- Колике средњег интензитета - нервоза, често мењање места, учестало копање подлоге, често устајање и легање, ударање задњим ногама и често ваљање
- Јаке колике - знојење по читавом телу, константно устајање и ваљање, коњ седи као пас, убрзање пулса и дисања и насилно копање[2]

## Терапија
Терапија се заснива на конзумирању лекова, а код теже клиничке слике потребна је клиничка интервенција. Такође и у ситуацији у којој лекови не реагују, потребна је хируршка интервенција.